# 玉尔其乡
玉尔其乡（維吾爾語：يۈرچى يېزىسى‎，拉丁维文：Yürchi Yézisi），是中华人民共和国新疆维吾尔自治区阿克苏地区柯坪县下辖的一个乡镇级行政单位。
2018年，区域面积2289.97平方千米，户籍人口14522人。

## 行政区划
玉尔其乡下辖以下地区：
玉尔其村、尤库日斯村、阿热阿依玛克村、玉斯屯库木艾日克村、托万库木艾日克村、托玛艾日克村和铁热克阿瓦提村。